# Деветдесетоъгълник
Деветдесетоъгълникът (също и енеаконтагон, от старогръцки: ἑννενήκοντα) е многоъгълник с 90 страни и ъгли. Сборът на всички вътрешни ъгли е 15840° (88π). Има 3915 диагонала.

## Правилен деветдесетоъгълник
При правилния деветдесетоъгълник всички страни и ъгли са равни. Вътрешният ъгъл е 176°, а външният и централният – 4°.

### Формули
{\displaystyle A={\frac {45}{2}}t^{2}\cot {\frac {\pi }{90}}}
{\displaystyle r={\frac {1}{2}}t\cot {\frac {\pi }{90}}}
{\displaystyle R={\frac {1}{2}}t\csc {\frac {\pi }{90}}}

### Построение
Тъй като 90 = 2 × 3² × 5, правилен деветдесетоъгълник не може да бъде построен с линийка и пергел.

### Дисекция
|  |  |  |  |